# Colorée de juillet
‘Colorée de juillet’ est un cultivar de poire d'été ancienne, encore produite.

## Origine
La variété est obtenue par Boisbunel fils, pépiniériste à Rouen et étudiée à Lyon vers 1872.

## Description

### Arbre
Cette variété se cultive le plus souvent sur haute tige en plein vent. Cependant, quelques cultures en contre-espalier dans la région parisienne donnent des fruits plus volumineux et très recherchés comme primeurs sur les marchés. En plein vent, le fruit est plus petit. Il est très apprécié par le commerce.

### Fruit

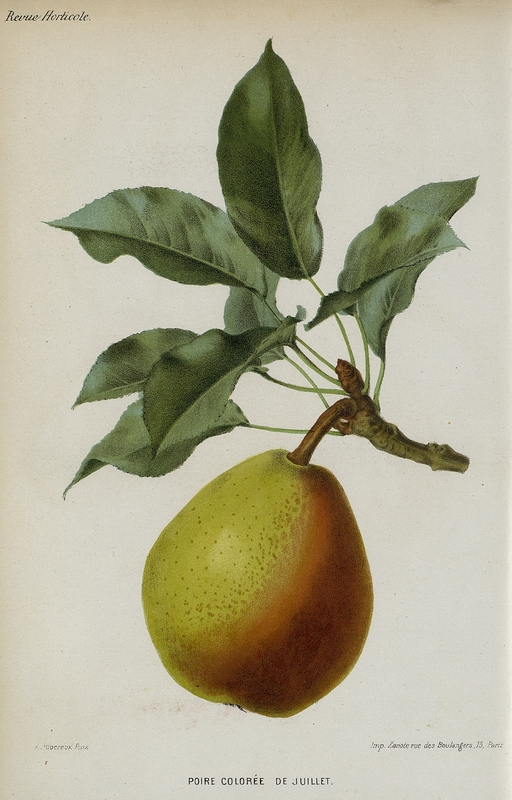
Aquarelle d'Alfred Riocreux.

C'est une obtention de petite taille ou moyenne, ovoïde, régulière en son pourtour.
Épiderme vert clair, lavé et ponctué de rouge à l'insolation, piqueté de rouille à l'ombre.
Œil mi-clos, inséré dans une cavité presque nulle et très élargie.
Pédicelle gros, de moyenne longueur, légèrement arqué, implanté obliquement bien au sommet du fruit.
Chair blanche, fondante, pâteuse à l'extrême maturité, sucrée, un peu parfumée.
Qualité passable ou assez bonne suivant les terrains et les climats.
Maturité obtenue de mi-juillet à fin juillet,.